# Monchiquite
La monchiquite è una rara roccia magmatica filoniana appartenente al gruppo dei lamprofiri alcalini, a tessitura solitamente ipocristallina porfirica e colore variabile.

## Etimologia
Proposto da Rosenbusch (1890) il nome deriva dalla Sierra de Monchique in Portogallo

## Composizione
L'aspetto più significativo è dato dai fenocristalli di olivina, di orneblenda e di pirosseno (solitamente Ti-augite) immersi in una pasta di fondo vetrosa ipocristallina, con abbondanti microliti degli stessi minerali e di un feldspatoide (solitamente analcime) ± biotite.
Florinite è il nome dato ad una varietà melanocratica di monchiquite.

## Distribuzione
Le monchiquiti  sono rocce rare; si rinvengono in dicchi e filoni a Giumarra (Castel di Iudica, Catania), a Sainte-Florine e Brassac, Alvernia (Francia), alle isole Orcadi, (Scozia), nella Sierra de Monchique, in Portogallo, in Québec (Canada) e in Libia.